# Brideshead Revisited (film)
Brideshead Revisited is een film uit 2008 onder regie van Julian Jarrold. De film is gebaseerd op het gelijknamige boek van Evelyn Waugh.

## Verhaal
De film die zich afspeelt in de periode van voor de Tweede Wereldoorlog, richt zich op verboden liefdes en het verliezen van onschuld. Op de universiteit van Oxford ontmoet Charles Ryder medestudent Sebastian Flyte. Sebastian is de zoon van Lord Marchmain en hij neemt Charles mee naar het familielandgoed Brideshead. Charles raakt gefascineerd door de extravagante levensstijl van de mensen uit de Britse bovenklasse en verliest zich er al snel in.
Hij ontdekt dat de Marchmains veel persoonlijke problemen hebben en raakt zelf ook betrokken in het tragische lot van de familie wanneer hij een affaire krijgt met Lady Julia. De familieleden zijn overtuigde katholieken, maar krijgen te maken met Sebastians homoseksualiteit en alcoholisme en het atheïsme van Charles.

## Rolverdeling
- Matthew Goode - Charles Ryder
- Emma Thompson - Lady Marchmain
- Michael Gambon - Lord Marchmain
- Ben Whishaw - Lord Sebastian Flyte
- Greta Scacchi - Cara
- Patrick Malahide - Mr. Ryder
- Hayley Atwell - Lady Julia Flyte
- Felicity Jones - Lady Cordelia Flyte
- Joseph Beattie - Anthony Blanche
- James Bradshaw - Mr. Samgrass

## Productie
Een verfilming van het boek stond al lang gepland. In eerste instantie zou David Yates de film in 2004 regisseren, met Paul Bettany en Jude Law in de hoofdrollen. Toen Yates zich terugtrok voor een regieplek bij Harry Potter and the Order of the Phoenix (2007), werd het project stilgelegd.
Pas in 2007 werd het opnieuw opgepakt toen Goode werd gecast in de hoofdrol. Een controverse rondom de film ontstond toen de scenarioschrijvers de kritiek kregen het originele verhaal te uitbundig bewerkt te hebben. Tijdens de opnames in 2008 ontstond er opnieuw ophef, ditmaal rondom actrice Hayley Atwell. Toen producenten haar opdroegen af te vallen voor de rol, vond Emma Thompson dit onacceptabel en dreigde op te stappen.

## Ontvangst
De film werd in de Verenigde Staten al op 25 juli 2008 in een beperkt aantal theaters uitgebracht. Na het eerste weekend had de film $339.616 opgebracht. Vanaf 1 augustus werd de film in Amerika in 364 bioscopen gedraaid. De film bracht minder op dan gehoopt en Amerikaanse critici waren niet geheel enthousiast over de film. Hij werd in de recensies regelmatig vergeleken met de beter ontvangen serie uit 1981.
In Nederland kreeg de film een keuring van "12 jaar en ouder" en werd uitgebracht in 29 zalen. De Telegraaf noemde het een "aangenaam en geslaagd kostuumdrama", hoewel het enige kritiek had op de beperkte diepgang van de film. Michiel van Hout van het Katholiek Nieuwsblad noemde de film "een gemiste kans". De film werd door NU.nl goed ontvangen. Het gaf de film vier uit vijf sterren en stelde dat het de vergelijkbare film Atonement (2007) wist te overtroeven. Het Nederlandse filmblad Filmvalley schreef negatief over acteurs Ben Whishaw en Hayley Atwell, maar gaf de film wel het oordeel 6,8/10.